# Diocèse de Plaisance-Bobbio
Le diocèse de Plaisance-Bobbio (en latin : Dioecesis Placentina-Bobiensis ; en italien : Diocesi di Piacenza-Bobbio) est un diocèse de l'Église catholique en Italie, suffragant de l'archidiocèse de Modène-Nonantola et appartenant à la région ecclésiastique d'Émilie-Romagne.

## Territoire
Il est situé sur 4 provinces. La plus partie est dans la province de Plaisance, l'autre partie de la province étant dans le diocèse de Fidenza ; dans la province de Parme dont l'autre partie est dans les diocèses de Parme et de Fidenza ; dans la province de Pavie dont le reste est partagé par les diocèses de Vigevano, Tortone et Pavie et par l'archidiocèse de Verceil et enfin dans la ville métropolitaine de Gênes dont l'autre district est dans les diocèses de Tortone, Chiavari et Savone-Noli et dans l'archidiocèse de Gênes.
Son territoire est d'une superficie de 3 714 km2 divisé en 420 paroisses regroupées en 7 archidiaconés. L'évêché se trouve à Plaisance avec la cathédrale Sainte-Marie-de-l'Assomption et Sainte-Justine où repose le corps du bienheureux Jean-Baptiste Scalabrini, évêque de Plaisance et fondateur d'instituts religieux. Dans la même ville, la basilique Santa Maria di Campagna possède les reliques du bienheureux Marc Fantuzzi, franciscain observant. À Bobbio, se trouve la cocathédrale de l'Assomption qui garde la châsse de saint Antoine-Marie Gianelli, ainsi que l'abbaye de Bobbio avec le sarcophage de saint Colomban de Luxeuil.

## Histoire
Le 16 septembre 1989, par le décret Pastoralis collocatio de la congrégation pour les évêques, le territoire de l'ancien diocèse de Bobbio est détaché de l'archidiocèse de Gênes et agrégé à Plaisance pour donner le nouveau diocèse de Plaisance-Bobbio.

### Diocèse de Plaisance
Le diocèse de Plaisance est érigé au IVe siècle avec saint Victor comme premier évêque, il construit la première église épiscopale d'abord nommé victorienne et plus tard dédiée à saint Antonin. Il est déclaré saint par son successeur, saint Sabin, un ami de saint Ambroise qui participe à divers conciles, luttant vigoureusement contre l'hérésie d'Arius. Lorsque le corps de saint Antonin de Plaisance est retrouvé , il fonde l'ancienne basilique de San Pietro à Bobbio avec un missionnaire, le futur siège de l'abbaye de Bobbio fondée par saint Colomban en 614. L'évêque Domnin combat l'hérésie arienne propagée sous le roi Rothari, avec un antiévêque également élu à Plaisance.
En l'an 887, l'évêque Paul Ier déménage dans la nouvelle cathédrale avec un chapitre de trente chanoines, et en laisse quatorze à Saint-Antonin ; pendant son épiscopat, en 874, le monastère de San Sisto est fondé. En 903, l'évêque Everardo fonde le monastère et l'église San Savino, où il fait déposer le corps de saint Sabin.
Une controverse oppose l'évêque Guido Ier au monastère de Bobbio, car l'évêque veut annexer certains territoires de Bobbio au diocèse. Pour défendre leurs droits, Les moines colombiens se rendent à Pavie auprès du roi Hugues d'Arles, portant solennellement le corps de saint Colomban ; ils obtiennent satisfaction et rapportent le corps du saint à Bobbio. Après la mort de Guido Ier, c'est Bosone, fils du roi Hugues, qui est élu évêque.
L'évêque bénédictin Sigifred reconstruit San Savino et aussi Sant'Antonino qu'il consacre en 1014, et établit la congrégation des prêtres urbains. C'est l'évêque Denis qui fonde le monastère et l'hôpital du Saint-Sépulcre. Il est excommunié en 1061 pour avoir participé à l'élection de l'antipape Honorius II ; il est ensuite acquitté et reste sur le siège de Plaisance. L'évêque Bonizzone est frappé par un groupe de nobles de Plaisance lors d'une procession ; transporté à Crémone, il meurt des suites de ses blessures. Il a ensuite été canonisé.
L'évêque Aldo participe à la première croisade en 1097 ; il suit le pape plusieurs fois en France et fut un proche collaborateur de quatre papes. Il consacre les églises de San Savino et Sant'Eufemia et commence la construction de la cathédrale actuelle. Son successeur est l'abbé Ardaino, qui contribue à la fondation de l'abbaye de Chiaravalle della Colomba ; il introduit l'ordre du Temple à Plaisance et érige le monastère de Quartazzola. En 1206, le pape Innocent II prévoit de supprimer le diocèse, mais la mesure n'est pas mise en œuvre. En 1208, l'évêque Grimerio organise un synode à Plaisance.
En 1580, Plaisance cède une partie de son territoire au profit de l'érection du diocèse de Crema.
Dans la seconde moitié du XVIIIe siècle, l'église de Plaisance souffre de la politique anticléricale de Philippe Ier de Parme et de son ministre Guillaume Du Tillot, qui impose de graves restrictions sur le droit de l'Église d'acquérir et de posséder des biens immobiliers ou d'hériter ; même les ecclésiastiques sont exclus de la succession de leurs familles. Les évêques se voient supprimée leur juridiction sur les hôpitaux et les œuvres pieuses. Avec Ferdinand de Bourbon, l'oppression contre le clergé ne cesse pas et le pape Clément XIII affiche un bref de protestation qui provoque de telles réactions qu'en peu de temps presque tous les États d'Europe prennent position contre le pape.
En 1807, Napoléon Ier nomme l'évêque de Gand, Mgr Fallot de Beaumont de Beaupré, au poste d'évêque de Plaisance ; cet évêque reste aligné sur les positions que Napoléon impose à l'Église, persécutant et emprisonnant ceux qui s'y opposent. En échange de ses services, l'empereur le nomme archevêque de Bourges le 14 avril 1813. Les chanoines du chapitre de Bourges, cependant, rejettent catégoriquement un archevêque qui n'a jamais obtenu un transfert canonique valide. En 1814, lorsque Fallot installe le trône épiscopal pour célébrer, le jour suivant, la messe pontificale de Pâques, les chanoines le démolissent. Entre-temps, le siège de Plaisance reste vacant jusqu'en 1817, année où l'évêque y renonce mais exige une pension prise sur les revenus de la mense épiscopale.
Le 2 janvier 1809, le diocèse de Pavie renonce aux pièves de Cadeo, Val de Nure, Bettola et Revegozzo, Farini qui passent au diocèse de Plaisance.
En juillet 1860, l'évêque Antonio Ranza et dix chanoines sont condamnés par le tribunal à quatorze mois de prison pour antipatriotisme. C'est une condamnation politique, car l'évêque avait quitté la ville à l'occasion de la visite du roi et n'avait pas célébré la fête du statut albertin. Au cours du procès, 63 prêtres libéraux témoignent contre l'évêque, sur les 900 qui ont signé la pétition de Carlo Passaglia (it) au pape Pie IX pour qu'il renonce au pouvoir temporel. À un prêtre qui n'avait pas rétracté son adhésion au document Passaglia, Mgr Ranza refuse les sacrements au moment de la mort, ce qui lui coûte un nouveau procès et une nouvelle condamnation par le tribunal civil.
À l'origine, le diocèse de Plaisance est soumis à l'archidiocèse de Milan. Vers la fin du VIIe siècle, il devint suffragant de l'archidiocèse de Ravenne jusqu'en 1155, année où il est placé sous exemption. À l'exception d'une brève période au XVIe siècle, lorsqu'il devient suffragant de l'archidiocèse de Bologne, et au début du XIXe siècle, lorsqu'il est placé sous le juridiction de l'archidiocèse de Gênes, Piacenza reste toujours sous exemption jusqu'au 8 décembre 1976, date à laquelle il devint suffragant de l'archidiocèse de Modène.

### Diocèse de Bobbio
Le 11 juin 628, à la demande de l'abbé saint Bertulphe (it), le pape Honorius Ier place l'abbaye de Bobbio sous exemption par la bulle Si sempre sunt. Sous l'abbé saint Bobulen (it), le pape Théodore Ier confirme par des déclarations plus précises l'indépendance du monastère et ses dépendances de toute juridiction épiscopale. Plus tard, de la période lombarde à la période carolingienne, l'abbaye reçoit de nombreuses donations territoriales dont la création du fief de Bobbio qui s'étend jusqu'au milieu du Xe siècle. Après le milieu du Xe siècle, le monastère et son fief commencent à décliner. La protection impériale et pontificale commence à s'estomper, tandis que la charge d'abbé est confiée à des personnalités qui ne l'exercent pas réellement, la considérant seulement comme une source de revenus, ce qui entraîne des problèmes administratifs. Un renouveau apparaît lorsque Gerbert d'Aurillac, futur pape Sylvestre II, en devient abbé, nommé par Otton II en 982. Gerbert reste à Bobbio quelques mois et revient à Reims après la mort de l'empereur mais reste abbé jusqu'en 999 quand il est nommé pape.
L'évêché de Bobbio est créé en février 1014 grâce à l'empereur Henri II et le pape Benoît VIII. Le premier évêque est l'abbé Pietroald (it) (999-1017), précédemment désigné par Sylvestre II comme son successeur. Il est responsable de la transformation en siège épiscopal, pour éliminer les tentatives d'usurpation des évêques voisins de Plaisance et de Tortone. Le projet est défini en décembre 1013 par la rencontre officielle à Pavie entre Henri II et l'abbé du monastère de Bobbio pour tenter de mettre définitivement fin aux conflits passés entre le monastère et les diocèses voisins avec diverses usurpations du patrimoine monastique. Avec l'élévation du monastère en siège épiscopal, tout prétexte d'ingérence est supprimé. Le 14 février 1014, Henri II est à Rome pour le couronnement solennel avec son épouse Cunégonde, et le projet est poursuivi, élevant Bobbio en ville et évêché.
L'abbé-évêque Pietroald assume donc à la fois le titre d'abbé et d'évêque, qui figurent dans un acte du 7 avril 1017. L'union des deux charges est scindée après la mort de Pietroald, même si plus tard il y a encore des abbés élus évêques ; cependant, l'attribution de la dignité épiscopale à l'abbé est bientôt surmontée. À partir de la troisième décennie et jusqu'à la fin du XIe siècle, les évêques qui se succèdent ne semblent plus coïncider avec les abbés du monastère, tandis qu'à partir de la fin du troisième et jusqu'au début de la cinquième décennie du XIIe siècle les dignités épiscopales et abbatiales sont de nouveau assumées pour la dernière fois par la même personne, l'abbé Simon. Par la suite, le prestige de l'évêque de Bobbio augmente grâce à d'importantes donations qui font s'étendre le diocèse sur tout le Val Trebbia, le val de Tidone, dans la vallée de Staffora, dans le Val de Nure, dans le val d'Aveto, la vallée de Sturla, la vallée de Ceno, le val de Taro et dans le val de Fontanabuona. Le district diocésain est donc très étendu et irrégulier, avec un réseau d'églises éparpillées sur une zone géographique très vaste.
Sigifredo est à partir de 1028 le premier évêque-comte de Bobbio par un décret du 23 décembre 1027 de Conrad II, par lequel l'empereur détermine les propriétés et le territoire du diocèse. En 1075, l'évêque-abbé comte Guarnerio (1073-1095) déplace le siège du diocèse à la nouvelle cathédrale de Bobbio et construit la première église du sanctuaire de Notre Dame du Monte Penice (it) ; en 1081, il trahit le pape Grégoire VII pour l'empereur Henri IV qui est excommunié. L'évêque Ugone est nommé comme son successeur mais il ne peut s'installer qu'après la fuite de Guarnerio en 1095. À partir de cet événement, le déclin du diocèse et de Bobbio commence. Les successeurs immédiats de Guarnerio parviennent à peine à maintenir le pouvoir, mais vers 1125, il y a de nouveau la forme évêque-abbé, avec l'élection de l'évêque Simone Malvicino ; sous son épiscopat, le siège de Bobbio est nommé suffragant du siège métropolitain nouvellement érigé de Gênes (1133).
En 1152, les gibelins réussissent à s'emparer du palais épiscopal et l'évêque Oberto Malvicino est massacré provoquant l'intervention de l'empereur Frédéric Barberousse, qui nomme Guglielmo da Oneto comme administrateur apostolique temporaire. En 1173, Plaisance conquiert Bobbio qui entre dans la ligue lombarde ; avec la récupération de la ville, l'abbé et évêque titulaire Oglero Malvicino retrouve ses fonctions. En 1184, saint Albert Avogadro est nommé évêque, il ne dirige le diocèse qu'un an ; il est transféré d'abord à Verceil puis devient patriarche de Jérusalem où il meurt assassiné le 14 septembre 1214. De temps en temps, des controverses éclatent entre l'évêque et les moines. Par conséquent, en 1199, le pape Innocent III publie deux bulles dans lesquels il restitue des pouvoirs spirituels et temporels à l'abbaye, mais en même temps, autorise l'évêque à déposer un abbé si ceux-ci ne lui a pas obéi. L'évêque Oberto Rocca, après avoir eu de violentes controverses avec les moines de l'abbaye, respecte l'arbitrage du pape Innocent III. Par la suite, il doit faire face au mécontentement populaire à propos de son administration temporelle, à tel point qu'en 1230, il donne à la municipalité de Plaisance tout le pouvoir temporel pendant cinquante ans, en échange d'une pension annuelle.
En 1565, le cardinal Francesco Abbondio Castiglioni célèbre le premier synode diocésain, le premier d'une longue série qui se poursuit jusqu'à l'évêque Antoine-Marie Gianelli. L'évêque Camillo Aulari décide de la fondation du séminaire. La construction du sanctuaire de Notre Dame de l'Aide (it) commence sous Mgr Abbiati, qui restaure le palais épiscopal et le sanctuaire de la Penice. L'évêque Alessandro Porro achève la restauration du siège épiscopal et la construction du sanctuaire de l'Aide ; son successeur Bartolomeo Capra construit le nouveau siège du séminaire. L'évêque Ildefonso Manara a fait peindre la cathédrale et le palais épiscopal. Mgr Cornaccioli achève les travaux de la cathédrale et crée les archives de l'évêque ; en 1729, il est responsable d'une liste des prélats de Bobbio en décorant la salle d'honneur de l'épiscopat avec les images de tous les évêques ; la série sera redéfinie par la suite par les successeurs. Mgr Birago est le seul évêque à être enterré dans le sanctuaire de la Madonna dell'Aiuto dont il était très dévoué. L'évêque Ludovico Terin Bonesio commence la construction du nouvel hôpital épiscopal devant le sanctuaire de l'Aide.
Entre le XIVe siècle et le XVIIe siècle, le patrimoine foncier de la mense épiscopale de Bobbio et des environs compte cinq églises et vingt et une églises, tandis que le territoire du diocèse compte cinq prêtres arcs, vingt-quatre rectorats et deux annexes .
À l'époque napoléonienne, Pie VII supprime le diocèse par la bulle Gravissimis causis adducimur du 1er juin 1803, avec tous les monastères et couvents, y compris celui de saint Colomban. Le territoire de Bobbio est d'abord annexé au diocèse d'Alexandrie puis à celui du diocèse de Casale Monferrato le 23 janvier 1805. En 1817, le roi de Sardaigne Victor-Emmanuel Ier propose au pape Pie VII la restauration du diocèse de Bobbio. Le diocèse est érigé à nouveau le 17 juillet 1817 ; le 23 novembre, le vicaire apostolique Francesco Carnevale lit les lettres apostoliques de la nouvelle érection dans la cathédrale de Bobbio ; en mai 1818, Isaia Volpi est nommée évêque.
En 1818, le territoire compte 44 paroisses. De 1838 à 1846, l'évêque de Bobbio est saint Antoine-Marie Gianelli, fondateur des filles de Notre Dame du Jardin. Le 9 juillet 1903, Mgr Morganti fonde l'hebdomadaire catholique diocésain La Trebbia. Le 4 août 1923, en vertu du bref Quandoquidem hoc du pape Pie XI, le territoire encore administré par l'abbaye de Saint Colomban est rattaché au diocèse et les évêques de Bobbio ajoutent à leur nom le titre honoris causa des abbés de Saint Colomban. Mgr Zuccarino commence la construction du nouveau séminaire inauguré en 1960, et transforme l'ancien séminaire en archives diocésaines historiques, où sont gardés des codex de parchemin venant du monastère de San Colombano supprimé en 1803.
Par la lettre apostolique Felix sane du 7 décembre 1963, le pape Paul VI proclame saint Antoine-Marie Gianelli et saint Colomban, principaux saint patron du diocèse. En 1973, après la mort de Mgr Zuccarino, le cardinal archevêque de Gênes Giuseppe Siri, est nommé administrateur apostolique du diocèse. Le 30 septembre 1986, le diocèse de Bobbio, composé de 71 paroisses, est réparti entre les provinces de Plaisance, Gênes, Pavie et Parme, est uni avec celui de Gênes, en vertu du décret Instantibus votis de la congrégation pour les évêques ; le nouveau district ecclésiastique prend le nom d'archidiocèse de Gênes-Bobbio.

### Diocèse de Plaisance-Bobbio
Le 16 septembre 1989, par le décret Pastoralis collocatio de la Congrégation pour les Évêques, le territoire de l'ancien diocèse de Bobbio est détaché de Gênes et agrégé à Plaisance formant le nouveau diocèse de Plaisance-Bobbio ; en même temps, les paroisses de la vallée de Sturla, Borzonasca, Caregli et Brizzolara, sont unis au diocèse de Chiavari.
Actuellement, le vicariat de Bobbio est établi sur ce qui reste du territoire du diocèse de Bobbio. Le territoire change le 14 janvier 2003 lorsque le diocèse de Plaisance-Bobbio récupère 6 paroisses de Parme, Massa Carrara-Pontremoli et Fidenza et cède simultanément 2 paroisses à Parme et 10 à Fidenza.
Le 23 novembre 2018, à l'occasion de la fête de Saint Colomban, Mgr Gianni Ambrosio annonce que les évêques de Plaisance-Bobbio ont le droit de porter le titre d'abbé de Saint Colomban à la suite d'un avis favorable de la secrétairerie d'État du 24 septembre de la même année.

## Sources
- Catholic-Hierarchy

### Articles liés
- Liste des diocèses et archidiocèses d'Italie
- Église catholique en Italie